# When I Get Home (album)
Albums de Solange Knowles
A Seat at the Table
(2016)
When I Get Home est le quatrième album studio de l'auteur-compositeur-interprète américain de R&B Solange Knowles, sorti le 1er mars 2019 sur le label Columbia Records.

## Genèse
Après sa tournée pour A Seat at the Table, Solange commence à travailler sur son futur album dans une maison louée de sa ville natale, Houston. Au mois d'octobre 2018, elle révèle à T: The New York Times Style Magazine que son album a été enregistré entre La Nouvelle-Orléans, Houston, le Topanga Canyon et la Jamaïque et explique : « Il y a beaucoup de jazz... Mais avec de la batterie et de la basse électroniques et hip-hop parce que je veux que ça cogne et que ça secoue votre coffre ».

## Réception
When I Get Home reçoit un accueil unanime de la presse, obtenant un score de 89/100 sur le site Metacritic, basé sur vingt-cinq critiques.

## Liste des titres
| No  | Titre                                                                | Auteur                                                                 | Producteur(s)                                                             | Durée |
| --- | -------------------------------------------------------------------- | ---------------------------------------------------------------------- | ------------------------------------------------------------------------- | ----- |
| 1.  | Things I Imagined                                                    | Solange Knowles                                                        | - Knowles - Chassol - John Key                                            | 1:59  |
| 2.  | S McGregor (interlude)                                               | - Knowles - Giovanni Cortez - Key                                      | - Knowles - Key - Standing on the Corner                                  | 0:16  |
| 3.  | Down with the Clique                                                 | Knowles                                                                | - Knowles - John Carroll Kirby - Key - Standing on the Corner             | 3:42  |
| 4.  | Way to the Show                                                      | Knowles                                                                | - Key - Knowles - Kirby                                                   | 2:55  |
| 5.  | Can I Hold the Mic (interlude)                                       | - Knowles - Chassol                                                    | - Knowles - Chassol                                                       | 0:22  |
| 6.  | Stay Flo                                                             | Knowles                                                                | - Knowles - Metro Boomin - Kirby                                          | 2:56  |
| 7.  | Dreams                                                               | Knowles                                                                | - Knowles - Chassol - Jamire Williams - Dev Hynes - Key - Earl Sweatshirt | 2:28  |
| 8.  | Nothing Without Intention (interlude)                                | - Knowles - Julez Smith II - Cortez - Amber Venerable - Raquel Egbuonu | - Standing on the Corner - Knowles - Daniel Julez J Smith II              | 0:24  |
| 9.  | Almeda (guest appearance de Playboi Carti)                           | - Knowles - The-Dream - Playboi Carti                                  | - Knowles - Pharrell - Kirby                                              | 3:56  |
| 10. | Time (Is) (guest appearance de Sampha)                               | - Knowles - Sampha                                                     | - Knowles - Key - Kirby                                                   | 3:40  |
| 11. | My Skin My Logo (guest appearance de Gucci Mane)                     | - Knowles - Gucci Mane                                                 | - Knowles - Williams - Key - Tyler, the Creator - Steve Lacy - Kirby      | 2:56  |
| 12. | We Deal with the Freak'n (intermission)                              | Knowles                                                                | Knowles                                                                   | 0:32  |
| 13. | Jerrod                                                               | Knowles                                                                | - Knowles - Key - Kirby                                                   | 3:02  |
| 14. | Binz                                                                 | - Knowles - The-Dream                                                  | - Knowles - Panda Bear - Key                                              | 1:51  |
| 15. | Beltway                                                              | Knowles                                                                | - Knowles - Kirby                                                         | 1:41  |
| 16. | Exit Scott (interlude)                                               | - Cortez - Lacy - Key - Knowles                                        | - Standing on the Corner - Lacy - Key - Knowles                           | 1:01  |
| 17. | Sound of Rain                                                        | Knowles                                                                | - Knowles - Pharrell - Key                                                | 3:06  |
| 18. | Not Screwed! (interlude; guest appearance de Standing on the Corner) | - Cortez - Scarface - Knowles                                          | Standing on the Corner                                                    | 0:22  |
| 19. | I'm a Witness                                                        | Knowles                                                                | - Knowles - Key                                                           | 1:52  |

## Classements hebdomadaires
| Classement (2019)              | Meilleure position |
| ------------------------------ | ------------------ |
| Australie (ARIA)               | 17                 |
| Belgique (Flandre Ultratop)    | 18                 |
| Belgique (Wallonie Ultratop)   | 165                |
| Canada (Canadian Albums Chart) | 16                 |
| États-Unis (Billboard 200)     | 7                  |
| Irlande (IRMA)                 | 44                 |
| Nouvelle-Zélande (RIANZ)       | 26                 |
| Pays-Bas (Mega Album Top 100)  | 19                 |
| Royaume-Uni (UK Albums Chart)  | 18                 |
| Suède (Sverigetopplistan)      | 46                 |